# Кернс (Јута)
Кернс (енгл. Kearns) насељено је место без административног статуса у америчкој савезној држави Јута.

## Демографија
По попису из 2010. године број становника је 35.731, што је 2.072 (6,2%) становника више него 2000. године.
| Група             | 2000.          | 2010.          |
| Белци             | 24.707 (73,4%) | 20.976 (58,7%) |
| Афроамериканци    | 221 (0,7%)     | 495 (1,4%)     |
| Азијати           | 568 (1,7%)     | 742 (2,1%)     |
| Хиспаноамериканци | 6.604 (19,6%)  | 11.729 (32,8%) |
| Укупно            | 33.659         | 35.731         |